# Morpho teyssandieri
Morpho teyssandieri är en fjärilsart som beskrevs av Le Moult 1933. Morpho teyssandieri ingår i släktet Morpho och familjen praktfjärilar. Inga underarter finns listade i Catalogue of Life.